# 2001 PK47
2001 PK47, também escrito como 2001 PK47, é um objeto transnetuniano que está localizado no cinturão de Kuiper, uma região do Sistema Solar. Este corpo celeste é classificado como um cubewano. Ele possui uma magnitude absoluta de 7,0 e tem um diâmetro com cerca de 175 km.

## Descoberta
2001 PK47 foi descoberto no dia 12 de agosto de 2001 pelo astrônomo C. Veillet.

## Órbita
A órbita de 2001 PK47 tem uma excentricidade de 0,064 e possui um semieixo maior de 39,652 UA. O seu periélio leva o mesmo a uma distância de 37,134 UA em relação ao Sol e seu afélio a 42,171 UA.